# 南国有佳人
《南国有佳人》，曾用名《狂枭》，由著名导演尤小刚指导，焦恩俊、陈怡蓉、翁虹主演。2011年2月16日在北京开机，5月2日杀青。2012年4月19日江苏城市频道首播。

## 剧情
讲述的是二十世纪六、七十年代的香港，上海富商后代陈佳琳一夕遭遇家变，父母双亡，姊妹离散，为了生存在市井中顽强求生，险境不断。在经历青梅竹马的表哥虾球的追求，温文尔雅的富家子张劭文的承诺，终未找到平凡的幸福。

## 演员阵容
| 演員                                                    | 角色          | 影射 | 人物介绍                                           |
| 焦恩俊                                                  | 张墨白        |      | 东亚信托投资银行现任董事长                         |
| 陈怡蓉 童年：刘育辰                                     | 陈佳琳        |      | 陈沛楠的二女儿                                     |
| 翁虹                                                    | 何红蕊        |      | 张墨白的夫人，张绍文的母亲，曾经是马润武的情人     |
| 邬靖靖 12岁宝琳：杨志雯 8岁宝琳：戴雨君 3岁宝琳：王翊菲 | 陈宝琳        |      | 陈家小妹                                           |
| 何美钿 童年：张恩齐                                     | 陈雪琳        |      | 陈家大姐                                           |
| 保剑锋                                                  | 陈沛楠        |      | 香港东亚信托投资银行第一任董事长                   |
| 何美钿                                                  | 吴婉君        |      | 陈沛楠的夫人，陈氏姐妹的母亲                       |
| 刘灿                                                    | 马文豪/马耀祖 | 跛豪 | 马润武的长子                                       |
| 鲍大志                                                  | 齐满轩        |      | 齐氏船行、齐氏银行的老板                           |
| 雷牧                                                    | 林益平/虾球   |      | 陈氏姐妹姑母的继子                                 |
| 陈红琴                                                  | 王云仙/齐王氏 |      | 齐连莆的二房太太，何红蕊的姐妹                     |
| 赵煊                                                    | 齐连莆        |      | 齐满轩的儿子，陈雪林的丈夫                         |
| 徐箭                                                    | 张绍文        |      | 何红蕊与马润武的儿子，张墨白的养子，陈佳琳的前男友 |
| 庄紫                                                    | 陈沛兰        |      | 陈沛楠的妹妹，陈氏姐妹的姑母，虾球的小妈           |
| 蔡方云                                                  | 林永德        |      | 陈沛兰的丈夫，虾球的父亲                           |
| 尚国伟                                                  | 七叔公        |      |                                                    |
| 杨升                                                    | 吕洛          | 吕乐 | 第一位华人探长                                     |
| 严燕生                                                  | 王老板        |      |                                                    |
| 耿晓璐                                                  | 李太太        |      |                                                    |
| 阿妮亚                                                  | 琼斯太太      |      | 英国寡妇，伯爵夫人                                 |
| 李庆岱                                                  | 连贵          |      | 张家管家，何红蕊心腹                               |
| 吴铁环                                                  | 李妈          |      |                                                    |
| 刘秋实                                                  | 阿良          |      | 佳琳、虾球的童年玩伴，后成为马文豪的手下           |
| 李浩轩                                                  | 冯士元        |      | 花花公子，陈宝琳的初恋男友                         |
| 张仲临                                                  | 马场王老板    |      |                                                    |
| 李晓菊                                                  | 王妈          |      |                                                    |

## 外部連結
- 电视剧《南国有佳人》（页面存档备份，存于） 新浪网